# Corona (empresa egípcia)
The Empresa de Chocolates e Confeitaria de Alexandria (em árabe: شركة الإسكندرية للحلويات والشوكولاتة Sharkat Al Iskandariyah Lal Ḥalawiyat Wal Shokalatat, conhecida como Corona), fundada em 1919 by Tomy Khresto, é a primeira confeitaria e fábrica de chocolates no mercado egípcio.
Em 1963, a companhia se tornou uma empresa estatal devido ao processo de nacionalização ocorrido após a revolução Egípcia de 1952, no qual o governo revolucionário tomou posse de praticamente todas as empresas e bens privados. Em 2000, a companhia foi privatizada novamente ao ser vendida para o grupo Samcrete Egypt.